# Gimme Shelter (película de 2013)
Gimme Shelter es una película dramática independiente estadounidense estrenada en el año 2015, protagonizada por Vanessa Hudgens y dirigida por Ron Krauss. Basada en una historia real, nos muestra la problemática vida de una adolescente embarazada que huye de su abusiva madre y sale en busca de su verdadero padre.

## Argumento
Agnes Bailey (también llamada Apple es interpretada por Vanessa Hudgens), una chica de 16 años acostumbrada a andar por las calles, nunca ha tenido una vida fácil.
Su madre, June Bailey (Rosario Dawson), es una adicta a las drogas y la prostitución, además de ser abusiva tanto física como verbalmente. Desafortunadamente, Apple está siguiendo sus pasos y, con el tiempo, podría convertirse en lo que ahora es su madre.
Apple está acostumbrada a andar por las calles, conoce callejones y moteles como la palma de su mano, pero quiere algo más para su vida.

Ella posee un tenaz, fuerte e indomable espíritu, y no se rendirá ante el destino.

Huye de su madre y trata de localizar a su padre, Tom Fitzpatrick (Brendan Fraser), un hombre al que no conoce. Esto se debe a que él tenía tan solo 19 años cuando la madre de Apple quedó embarazada.

Lo encuentra y le pide que cuide de ella, sólo hasta que pueda conseguir un empleo, pero su padre descubre que ella está embarazada y no esta de acuerdo en que ella se haga cargo de un bebe.
Por lo que ella huye para poder tenerlo, pero no lo consigue y sufre un accidente.
Lo que la llevará a entrar en una residencia de acogida para mujeres embarazadas a las que, con el tiempo, llegará a considerar como la familia que nunca tuvo.

## Reparto
- Brendan Fraser como Tom Fitzpatrick.
- Vanessa Hudgens como Agnes "Apple" Bailey.
- Rosario Dawson como June Bailey.
- James Earl Jones como El Padre McCarthy.
- Stephanie Szostak como Joanna Fitzpatrick.
- Ann Dowd como Kathy.
- Emily Meade como Cassandra.
- Candace Smith como Marie Abeanni.
- Natalie Guerrero como Tina.
- Laneya Wiles como Jasmine.
- Rachel Mattila como Nicky Lotito.
- Gena Bardwell como Afra.
- Tashiana R. Washington como Destiny / Princess.
- Jade Jackson como Tawana.

## Producción
La película fue filmada en Nueva York y New Jersey. El rodaje comenzó el 9 de junio de 2011
- Datos: Q196029